# Glenwood, Minnesota
Glenwood är administrativ huvudort i Pope County i Minnesota. Enligt 2010 års folkräkning hade Glenwood 2 564 invånare.